# Доходный дом Токарева
Доходный дом Н. И. Токарева расположен в Ростове-на-Дону на Большой Садовой улице у перекрёстка с проспектом Чехова. Здание имеет статус объекта культурного наследия регионального значения.

## История

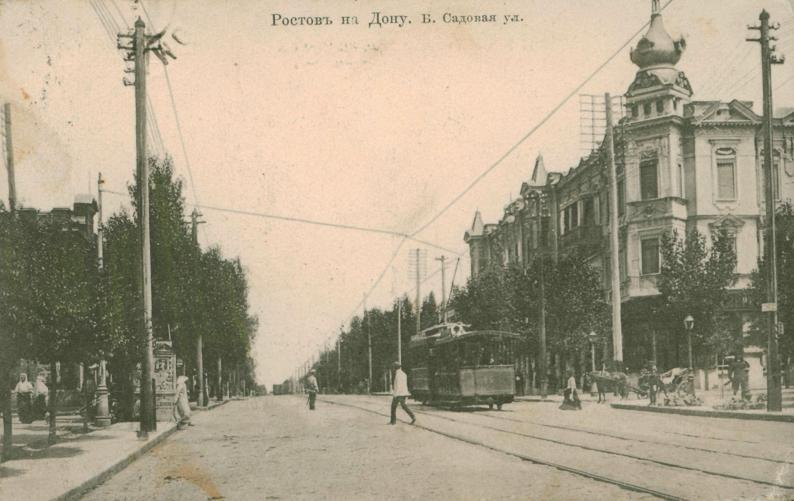
Доходный дом Токарева на дореволюционной открытке

Доходный дом был построен в 1905 году ростовским купцом и владельцем спиртоводочного завода Николаем Ильичом Токаревым. До революции в доходном доме размещались бакалейная торговля С. О. Бабаханова, Русское театральное общество, магазин «Масло-Сыр», склад аптекарской посуды и пробок М. Розенблюма.
После прихода советской власти доходный дом был национализирован, и в нём разместилась десятая городская больница. В годы Великой Отечественной войны здание почти не пострадало. Когда в 1945 году Клементина Черчилль, жена Уинстона Черчилля, посещала Ростов-на-Дону, её поселили именно в этом доме.
В конце 1990-х годов к юбилею города бывший доходный дом отреставрировали сотрудники института «Спецреставрация» по проекту архитектора Ю. Н. Солнышкина. В настоящее время здание занимает городская поликлиника № 10.

## Архитектура

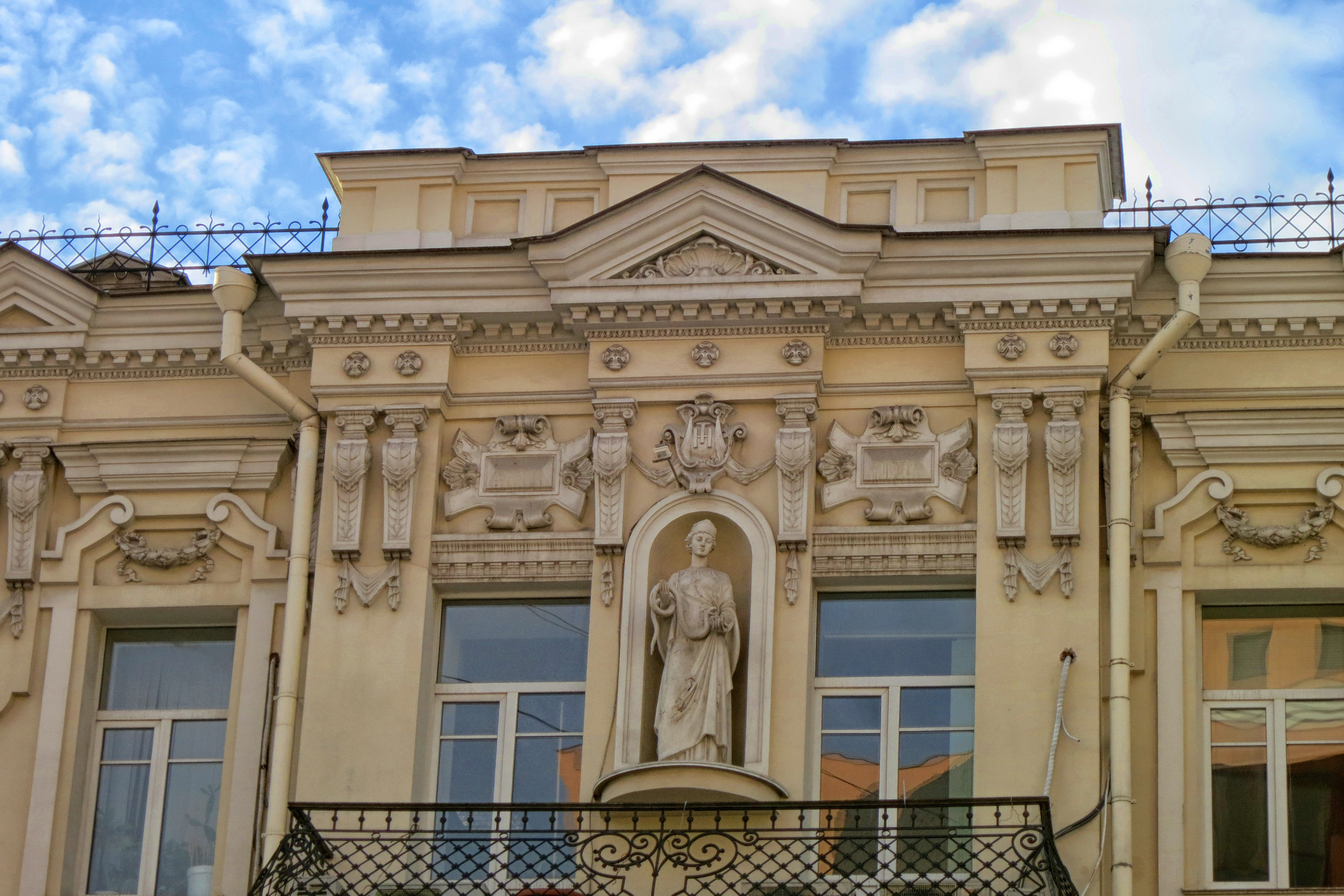
Статуя Гигеи работы Л. К. Шодкого

Трёхэтажный доходный дом построен в духе эклектики, в его оформлении сочетаются элементы необарокко, неорококо и неоклассицизма. Архитектурно-художественный облик здания определяют раскреповки и эркеры с шатровыми завершениями. Первый этаж оформлен рустом. Оконные проёмы декорированы разнообразными наличниками, на втором этаже они завершаются треугольными сандриками, а на третьем — прямоугольными. Фасад богато украшен лепными элементами, гирляндами, картушами и антаблементом. В нише балкона третьего этажа установлена скульптура Гигеи, дочери античного врача Асклепия, с чашей и змеёй в руках работы Л. К. Шодкого.